# Goljung
Goljung (Nepali गोल्जुङ) ist ein Dorf und ein Village Development Committee (VDC) in Nepal im Norden des Distrikts Rasuwa.
Goljung liegt südlich oberhalb des Flusstals des Sanjen Khola auf einer Höhe von 1960 m. Eine Straße führt in Serpentinen von Syafrubesi, das an der Trishuli liegt, den Berg hinauf nach Goljung und anschließend talabwärts zum nordwestlich gelegenen Chilime.

## Einwohner
Bei der Volkszählung 2011 hatte das VDC Goljung 972 Einwohner (davon 471 männlich) in 269 Haushalten.